# Бабинский сахарный завод
Бабинский сахарный завод — предприятие пищевой промышленности в селе Бабин Ильинецкого района Винницкой области Украины.

## История
Сахарный завод в селе Бабин Липовецкого уезда Киевской губернии Российской империи был построен в 1862 году.
Сырьём для производства сахара являлась сахарная свекла. По состоянию на начало 1880 года, производственная мощность предприятия составляла 116 000 пудов сахара в год.
В 1917—1920 годах село оказалось в зоне боевых действий гражданской войны и власть здесь несколько раз менялась. Предприятие пострадало, но в 1920 году началось его восстановление и в дальнейшем оно возобновило работу. В ходе индустриализации 1930-х годов завод получил новое оборудование.
В ходе Великой Отечественной войны в 1941—1944 гг. Бабин оккупировали немецко-румынские войска. В период оккупации, с октября 1942 до марта 1944 года на сахарном заводе действовала советская подпольная группа, которой руководил Ф. Сущинский.
В соответствии с четвёртым пятилетним планом восстановления и развития народного хозяйства СССР завод был восстановлен и возобновил работу, позднее он был реконструирован.
После провозглашения независимости Украины завод перешёл в ведение Государственного комитета пищевой промышленности Украины. В июле 1995 года Кабинет министров Украины утвердил решение о приватизации завода.
В дальнейшем, государственное предприятие было преобразовано в открытое акционерное общество.
3 июня 1999 года Кабинет министров Украины передал завод в управление облгосадминистрации Винницкой области.
В мае 2003 года хозяйственный суд Винницкой области возбудил дело о банкротстве Бабинского сахарного завода и предприятие прекратило производственную деятельность.